# Municipio de Laxå
Laxå (en sueco: Laxå kommun) es un municipio de la provincia de Örebro, en el centro-sur de Suecia. Su sede se encuentra en la localidad de Laxå. En 1967 la ciudad de mercado (köping) de Laxå (instituida en 1946) se fusionó con dos municipios rurales adyacentes. Uno de ellos fue transferido de la antigua provincia de Skaraborg, ubicando el municipio actual en dos provincias históricas, Närke y Västergötland.

## Localidades
Hay tres áreas urbanas (tätort) en el municipio:
| # | Tätort     | Población |
| - | ---------- | --------- |
| 1 | Laxå       | 3119      |
| 2 | Finnerödja | 577       |
| 3 | Hasselfors | 420       |

## Ciudades hermanas
Laxå está hermanado o tiene tratado de cooperación con:
- Grevesmühlen, Alemania